# Savoia-Carignano
Savoia-Carignano è il ramo cadetto di Casa Savoia iniziato con Tommaso Francesco di Savoia, figlio quintogenito di Carlo Emanuele I di Savoia, che nel 1620 gli conferì il titolo di "principe di Carignano". Alla morte del re di Sardegna Carlo Felice di Savoia, morto senza eredi, si estinse la linea diretta dei Savoia e si dovette risalire al ramo dei Savoia-Carignano per designare l'erede al trono del Regno di Sardegna, che fu dato a Carlo Alberto di Savoia (1798 – 1849). Tutti i re d'Italia discendono quindi dal ramo Savoia-Carignano.

## Elenco dei Principi di Carignano
- Tommaso Francesco (1596 – 1656), primo principe di Carignano, sposò Maria di Borbone-Soissons;
- Emanuele Filiberto (1628 – 1709), secondo principe di Carignano, sposò Angela Maria Caterina d'Este;
- Vittorio Amedeo I (1690 – 1741), terzo principe di Carignano,  sposò Vittoria Francesca di Savoia, marchesa di Susa;
- Luigi Vittorio (1721  – 1778) , quarto principe di Carignano, sposò Cristina Enrichetta d'Assia-Rheinfels-Rotenburg;
- Vittorio Amedeo II (1743 – 1780), quinto principe di Carignano,  sposò Giuseppina Teresa di Lorena-Armagnac;
- Carlo Emanuele (1770 – 1800), sesto principe di Carignano,  sposò Maria Cristina di Sassonia;
- Carlo Alberto di Savoia (1798 – 1849), settimo principe di Carignano, sposò Maria Teresa d'Asburgo-Lorena. Divenne Re di Sardegna nel 1831.

Dal ramo dei Savoia-Carignano si diparte il ramo cadetto dei Savoia-Carignano-Soissons, il cui capostipite fu Eugenio Maurizio di Savoia Carignano, figlio di Tommaso Francesco di Savoia Carignano e di Maria di Borbone, contessa di Soissons. La madre ricevette in eredità il titolo dal fratello Luigi, deceduto senza figli, e lo volle trasmettere solamente al figlio prediletto Eugenio Maurizio (1635 – 1673). Questi ebbe cinque figli e tre figlie dalla moglie Olimpia Mancini (1638-1708). Tra i figli divenne famoso Eugenio di Savoia, condottiero e diplomatico al servizio degli Asburgo di Vienna. Il ramo Carignano-Soissons ebbe come ultimo rappresentante Eugenio Giovanni Francesco, deceduto nel 1734, poco prima del prozio Eugenio di Savoia, entrambi privi di discendenza. 
Eugenio-Maurizio, oltre ad essere conte di Soissons fu creato duca della neoconquistata cittadina di Yvoy, nelle Ardenne lussemburghesi, dal re di Francia Luigi XIV nel 1662, a seguito del trattato dei Pirenei con la Spagna. In onore di Eugenio Maurizio, "cugino del re", la cittadina e il relativo titolo ducale furono perennemenmte ridenominati "Carignan". Il ducato di Carignan, quindi, non deve essere confuso con il titolo principesco piemontese di Carignano, spettante al ramo principale dei Savoia-Carignano. Il ducato di Carignan fu poi venduto nel 1751 a Luigi Giovanni Maria di Borbone, duca di Penthièvre per far fronte ai debiti lasciati dal principe Vittorio Amedeo I di Savoia-Carignano, deceduto nel 1741.

## Principi di Carignano
| Nome               | Ritratto | Nascita | Inizio reggenza | Fine reggenza | Morte | Padre                      | Stemma |
| ------------------ | -------- | ------- | --------------- | ------------- | ----- | -------------------------- | ------ |
| Tommaso Francesco  |          | 1596    | 1620            | 1656          | 1656  | Carlo Emanuele I di Savoia |        |
| Emanuele Filiberto |          | 1628    | 1656            | 1709          | 1709  | Tommaso Francesco          |        |
| Vittorio Amedeo I  |          | 1690    | 1709            | 1741          | 1741  | Emanuele Filiberto         |        |
| Luigi Vittorio     |          | 1721    | 1741            | 1778          | 1778  | Vittorio Amedeo I          |        |
| Vittorio Amedeo II |          | 1743    | 1778            | 1780          | 1780  | Luigi Vittorio             |        |
| Carlo Emanuele     |          | 1770    | 1780            | 1800          | 1800  | Vittorio Amedeo II         |        |
| Carlo Alberto      |          | 1798    | 1800            | 1831          | 1849  | Carlo Emanuele             |        |

## Tavola genealogica agnatizia
|                                                                            |                                                           |                                                                                      |                                                                                      |                                                                                        |                                                                    |                                                              |                                                     |                                                     |
|                                                                            |                                                           |                                                                                      |                                                                                      |                                                                                        |                                                                    | · Duchi di Savoia                                            |                                                     |                                                     |
|                                                                            |                                                           |                                                                                      |                                                                                      |                                                                                        |                                                                    |                                                              |                                                     |                                                     |
|                                                                            |                                                           |                                                                                      |                                                                                      |                                                                                        |                                                                    |                                                              |                                                     |                                                     |
|                                                                            |                                                           |                                                                                      |                                                                                      |                                                                                        |                                                                    | Tommaso Francesco 1596-1656 Principe di Carignano 1620–1656  |                                                     |                                                     |
|                                                                            |                                                           |                                                                                      |                                                                                      |                                                                                        |                                                                    |                                                              |                                                     |                                                     |
|                                                                            |                                                           |                                                                                      |                                                                                      |                                                                                        |                                                                    |                                                              |                                                     |                                                     |
|                                                                            |                                                           |                                                                                      |                                                                                      |                                                                                        | Emanuele Filiberto 1628-1709 Principe di Carignano 1656–1709       | Emanuele Filiberto 1628-1709 Principe di Carignano 1656–1709 | Eugenio Maurizio 1635-1673 Conte di Savoia-Soissons | Eugenio Maurizio 1635-1673 Conte di Savoia-Soissons |
|                                                                            |                                                           |                                                                                      |                                                                                      |                                                                                        |                                                                    |                                                              |                                                     |                                                     |
|                                                                            |                                                           |                                                                                      |                                                                                      |                                                                                        |                                                                    |                                                              |                                                     |                                                     |
|                                                                            |                                                           |                                                                                      |                                                                                      |                                                                                        | Vittorio Amedeo I 1690-1741 Principe di Carignano 1709–1741        | Vittorio Amedeo I 1690-1741 Principe di Carignano 1709–1741  | · Savoia-Soissons                                   | · Savoia-Soissons                                   |
|                                                                            |                                                           |                                                                                      |                                                                                      |                                                                                        |                                                                    |                                                              |                                                     |                                                     |
|                                                                            |                                                           |                                                                                      |                                                                                      |                                                                                        |                                                                    |                                                              |                                                     |                                                     |
|                                                                            |                                                           |                                                                                      |                                                                                      |                                                                                        | Luigi Vittorio 1721-1778 Principe di Carignano 1741–1778           |                                                              |                                                     |                                                     |
|                                                                            |                                                           |                                                                                      |                                                                                      |                                                                                        |                                                                    |                                                              |                                                     |                                                     |
|                                                                            |                                                           |                                                                                      |                                                                                      |                                                                                        |                                                                    |                                                              |                                                     |                                                     |
|                                                                            |                                                           |                                                                                      |                                                                                      | Vittorio Amedeo II 1743-1780 Principe di Carignano 1778–1780                           | Vittorio Amedeo II 1743-1780 Principe di Carignano 1778–1780       | Eugenio Ilarione 1753-1785 Conte di Villafranca              | Eugenio Ilarione 1753-1785 Conte di Villafranca     |                                                     |
|                                                                            |                                                           |                                                                                      |                                                                                      |                                                                                        |                                                                    |                                                              |                                                     |                                                     |
|                                                                            |                                                           |                                                                                      |                                                                                      |                                                                                        |                                                                    |                                                              |                                                     |                                                     |
|                                                                            |                                                           |                                                                                      |                                                                                      | Carlo Emanuele 1770-1800 Principe di Carignano 1780–1800                               | Carlo Emanuele 1770-1800 Principe di Carignano 1780–1800           | · Savoia-Villafranca                                         | · Savoia-Villafranca                                |                                                     |
|                                                                            |                                                           |                                                                                      |                                                                                      |                                                                                        |                                                                    |                                                              |                                                     |                                                     |
|                                                                            |                                                           |                                                                                      |                                                                                      |                                                                                        |                                                                    |                                                              |                                                     |                                                     |
|                                                                            |                                                           |                                                                                      |                                                                                      | Carlo Alberto 1798-1849 Principe di Carignano 1800–1831 XXIII Re di Sardegna 1831–1849 |                                                                    |                                                              |                                                     |                                                     |
|                                                                            |                                                           |                                                                                      |                                                                                      |                                                                                        |                                                                    |                                                              |                                                     |                                                     |
|                                                                            |                                                           |                                                                                      |                                                                                      |                                                                                        |                                                                    |                                                              |                                                     |                                                     |
|                                                                            |                                                           | Vittorio Emanuele II 1820-1878 XXIV Re di Sardegna 1849–1861 I re d'Italia 1861–1878 | Vittorio Emanuele II 1820-1878 XXIV Re di Sardegna 1849–1861 I re d'Italia 1861–1878 |                                                                                        |                                                                    | Ferdinando 1822-1855 Duca di Genova                          | Ferdinando 1822-1855 Duca di Genova                 |                                                     |
|                                                                            |                                                           |                                                                                      |                                                                                      |                                                                                        |                                                                    |                                                              |                                                     |                                                     |
|                                                                            |                                                           |                                                                                      |                                                                                      |                                                                                        |                                                                    |                                                              |                                                     |                                                     |
| Umberto I 1844-1900 II re d'Italia 1878-1900                               | Umberto I 1844-1900 II re d'Italia 1878-1900              | Amedeo 1845-1890 Duca d'Aosta Re di Spagna 1870-1873                                 | Amedeo 1845-1890 Duca d'Aosta Re di Spagna 1870-1873                                 | Emanuele A. Guerrieri 1851-1894 Conte di Mirafiori e Fontanafredda                     | Emanuele A. Guerrieri 1851-1894 Conte di Mirafiori e Fontanafredda | · Savoia-Genova                                              | · Savoia-Genova                                     |                                                     |
|                                                                            |                                                           |                                                                                      |                                                                                      |                                                                                        |                                                                    |                                                              |                                                     |                                                     |
|                                                                            |                                                           |                                                                                      |                                                                                      |                                                                                        |                                                                    |                                                              |                                                     |                                                     |
| Vittorio Emanuele III 1869-1947 III re d'Italia 1900-1946                  | Vittorio Emanuele III 1869-1947 III re d'Italia 1900-1946 | · Savoia-Aosta                                                                       | · Savoia-Aosta                                                                       | · Ramo Mirafiori · e Fontanafredda · (morganatico)                                     | · Ramo Mirafiori · e Fontanafredda · (morganatico)                 |                                                              |                                                     |                                                     |
|                                                                            |                                                           |                                                                                      |                                                                                      |                                                                                        |                                                                    |                                                              |                                                     |                                                     |
|                                                                            |                                                           |                                                                                      |                                                                                      |                                                                                        |                                                                    |                                                              |                                                     |                                                     |
| Umberto II 1904-1983 Luogotenente del regno IV re d'Italia 1946-1946       |                                                           |                                                                                      |                                                                                      |                                                                                        |                                                                    |                                                              |                                                     |                                                     |
|                                                                            |                                                           |                                                                                      |                                                                                      |                                                                                        |                                                                    |                                                              |                                                     |                                                     |
|                                                                            |                                                           |                                                                                      |                                                                                      |                                                                                        |                                                                    |                                                              |                                                     |                                                     |
| Vittorio Emanuele * 1937-2024 Pretendente al trono Principe di Napoli 1946 |                                                           |                                                                                      |                                                                                      |                                                                                        |                                                                    |                                                              |                                                     |                                                     |
|                                                                            |                                                           |                                                                                      |                                                                                      |                                                                                        |                                                                    |                                                              |                                                     |                                                     |
|                                                                            |                                                           |                                                                                      |                                                                                      |                                                                                        |                                                                    |                                                              |                                                     |                                                     |
| Emanuele Filiberto * 1972                                                  |                                                           |                                                                                      |                                                                                      |                                                                                        |                                                                    |                                                              |                                                     |                                                     |

## Proprietà private
Segue tabella con evidenziate le proprietà private degli ex Re di Casa Savoia al momento dell'entrata in vigore della Costituzione (1 gennaio 1948)
| Acquirente                                                         | Da                                     | Bene immobile | Bene immobile                                              | Proprietà    | Proprietà           | Proprietà |
| Acquirente                                                         | Da                                     | Bene immobile | Bene immobile                                              | Acquisizione | Vendita o ereditato |           |
| ------------------------------------------------------------------ | -------------------------------------- | ------------- | ---------------------------------------------------------- | ------------ | ------------------- | --------- |
| Carlo Alberto di Savoia                                            | Regie Finanze dello Stato              |               | Castello reale di Racconigi                                | 1832         | 1980                |           |
| Carlo Alberto di Savoia                                            | Famiglia Romagnano                     |               | Castello reale di Pollenzo                                 | 1832         | 1972                |           |
| Carlo Alberto di Savoia                                            | Ordine certosino                       |               | Castello reale di Valcasotto                               | 1837         | 1881                |           |
| Carlo Alberto di Savoia                                            | ?                                      | -             | Castello e tenuta di Verduno                               | 1838         | 1910                |           |
| Carlo Alberto di Savoia                                            | ?                                      | -             | Castello di Santa Vittoria                                 | 1838         | ?                   |           |
| Vittorio Emanuele II di Savoia                                     | Maria Cristina di Borbone-Due Sicilie  |               | Villa Tuscolana                                            | 1849         | 1872                |           |
| Vittorio Emanuele II di Savoia                                     | Comune di Valdieri Comune di Entracque |               | Riserva di Sant’Anna di Valdieri e San Giacomo d’Entracque | 1855         | 1957                |           |
| Vittorio Emanuele II di Savoia                                     | Francesco II delle Due Sicilie         |               | Abbazia e tenuta di Casanova in Carmagnola                 | 1856         | 1868                |           |
| Vittorio Emanuele II di Savoia                                     | Famiglia Carron di St-Thomas           |               | Castello di Sommariva Perno                                | 1857         | 1878                |           |
| Vittorio Emanuele II di Savoia                                     | Giacomo Roggeri                        | ?             | Tenuta di Fontanafredda                                    | 1858         | 1878                |           |
| Vittorio Emanuele II di Savoia                                     | Regie Finanze dello Stato              |               | Tenuta della Mandria                                       | 1863         | 1882                |           |
| Vittorio Emanuele II di Savoia                                     | Filippo Ala Ponzoni                    |               | Villa Durazzo Bombrini                                     | 1865         | 1866                |           |
| Vittorio Emanuele II di Savoia                                     | Famiglia Gerbore                       |               | Castello reale di Sarre                                    | 1869         | 1989                |           |
| 1.Vittorio Emanuele II di Savoia 2.Vittorio Emanuele III di Savoia | 1.Famiglia Potenziani 2.Banca Romana   |               | Villa Potenziani ora Ada                                   | 1872 1904    | 1879 1972           |           |
| Vittorio Emanuele II di Savoia                                     | Stato italiano                         | -             | Riserva di Torcino e Mastrati                              | 1872         | 1886                |           |
| Vittorio Emanuele II di Savoia                                     | Stato italiano                         |               | Castello reale di Cogne                                    | 1873         | 1915                |           |
| Vittorio Emanuele II di Savoia                                     | Edificio ex novo                       |               | Villa Mirafiori                                            | 1874         | 1878                |           |
| Umberto I di Savoia                                                | ?                                      | -             | Villa Zendali (Mellerio Somaglia)                          | 1878         | 1902                |           |
| Umberto I di Savoia                                                | ?                                      | -             | Villa Vittorio Emanuele al Lido                            | 1879         | ?                   |           |
| Umberto I di Savoia                                                | Principe Paolo Borghese                |               | Tenuta di Capocotta                                        | 1892         | 1985                |           |
| Umberto I di Savoia                                                | Principe Pallavicini Monte Carafa      |               | Tenuta di Campo Bufalaro                                   | 1898         | 1958                |           |
| Margherita di Savoia                                               | Edificio ex novo                       |               | Castello Savoia                                            | 1899         | 1935                |           |
| Margherita di Savoia                                               | Rodolfo Boncompagni Ludovisi           |               | Palazzo Boncompagni di Piombino                            | 1900         | 1931                |           |
| Margherita di Savoia                                               | Edificio ex novo                       |               | Villa Regina Margherita                                    | 1916         | 1928                |           |
| Margherita di Savoia                                               | Eredi Claude Bowes-Lyon                |               | Villa Bischoffsheim o Etelinda                             | 1914         | 1928                |           |
| Vittorio Emanuele III di Savoia                                    | ?                                      | -             | Ville Savoia                                               | 1937         | 1947                |           |